# ناركوس: مكسيكو
ناركوس: مكسيكو (بالإسبانية: Narcos: Mexico)؛ عبارة عن مسلسل تلفزيوني درامي أميركي تم إنشاؤه وإنتاجه بواسطة كريس برانكاتو وكارلو برنار ودوغ ميرو، والذي تم عرضه لأول مرة على شبكة نيتفليكس في 16 نوفمبر 2018 ، وكان الهدف من هذا الموسم هو أن يكون الموسم الرابع من مسلسل ناركوس الأصلي، ولكن تم تطويره في نهاية المطاف كمجموعة تركز على تجارة المخدرات غير المشروعة في المكسيك ، بينما تركز السلسلة الأم على تجارة المخدرات غير المشروعة في كولومبيا.
في 5 ديسمبر 2018 ، جددت نيتفليكس السلسلة للحصول على موسم ثاني.

## القصة
المكسيك تستكشف أصول الحرب الحديثة على المخدرات بالرجوع إلى زمن عندما كان عالم الاتجار في المكسيك اتحاد كونفدرالي فضفاض وغير منظم لمزارعي القنب والتجار المستقلين الصغار، تدور أحداث المسلسل في صعود نجم كارتل غوادالاخارا في الثمانينات من القرن الماضي، حيث يتولى ميغيل أنخيل فيليكس غالاردو (دييغو لونا) تولي القيادة وتوحيد التجار من أجل بناء إمبراطورية ، عندها ينتقل وكيل إدارة مكافحة المخدرات كيكي كامارينا (مايكل بينيا) هو وزوجته وابنه الصغير من كاليفورنيا إلى غوادالاخارا لتولي وظيفة جديدة، يتعلم بسرعة أن مهمته ستكون أكثر تحديا مما كان يمكن أن يتخيله، بينما يحشد كيكي معلومات استخبارية حول فيليكس ويصبح أكثر تشابكا في مهمته، تتكشف سلسلة أحداث مأساوية، تؤثر على تجارة المخدرات والحرب ضدها لسنوات قادمة.

## حقائق عن المسلسل
على الرغم من أن العديد من الأحداث والشخصيات تستند إلى التاريخ الحقيقي فقد تم اتخاذ بعض الأمور لتبسيط القصة، حرب المخدرات المكسيكية في سرد متماسك، وعلى خلاف المسلسل التلفزيوني، تقول الشرطة المكسيكية إن ميغيل أنخيل فيليكس غالاردو أمر شخصياً بالقبض على كيكي كامارينا ، كانت جرائم قتل جون كلاي ووكر وألبرت راديلات حقيقية، ولكن ورد أنه تم تعذيبهم واستجوابهم مسبقًا، سميت شخصية صوفيا كونيسا التي تم تصويرها على أنها على علاقة حب مع رافائيل كارو كوينتيرو وهي قصة حقيقية.

## روابط خارجية
- ناركوس: مكسيكو على موقع IMDb (الإنجليزية)
- ناركوس: مكسيكو على موقع ميتاكريتيك (الإنجليزية)
- ناركوس: مكسيكو على موقع روتن توميتوز (الإنجليزية)
- ناركوس: مكسيكو على موقع نتفليكس (الإنجليزية)
- ناركوس: مكسيكو على موقع فيلمافينيتي (الإسبانية)
- ناركوس: مكسيكو على موقع كينوبويسك (الروسية)
- ناركوس: مكسيكو على موقع ألو سيني (الفرنسية)
- ناركوس: مكسيكو على موقع قاعدة بيانات الفيلم (الإنجليزية)